# 2481 Bürgi
2481 Bürgi là một tiểu hành tinh vành đai chính với chu kỳ quỹ đạo là 1504.9253699 ngày (4.12 năm). It có vận tốc quỹ đạo trung bình là 18.57760272 km/s.
Nó được phát hiện ngày 18 tháng 10 năm 1977 ở Đài thiên văn Zimmerwald.